# Maruv
Hanna Borysivna Korsun (tiếng Ukraina: Ганна Борисівна Корсун; nhũ danh Popeliukh [Попелюх]; sinh ngày 15 tháng 2 năm 1991), hay còn nghệ danh là Maruv (toàn bộ in hoa) là một nữ ca sĩ người Ukraina. Cô từng là thành viên của ban nhạc cùng tên, kế thừa ban nhạc The Pringlez, hoạt động từ tháng 2 năm 2017 đến tháng 3 năm 2018. Sau đó, Korsun nhận lời một phỏng vấn và giải thích rằng từ lúc ấy trở đi, cô sẽ hoạt động độc lập dưới nghệ danh này.

## Cuộc đời và sự nghiệp

### Những năm đầu đời vàThe Pringlez
Popeliukh sinh ra với tên gọi Anna Popeliukh tại thành phố Pavlohrad của Ukraina. Ở trường, cô học nhạc và vũ đạo. Năm 2014, cô tốt nghiệp chuyên ngành không liên quan đến âm nhạc ở Viện bách khoa Kharkiv. Tuy vậy, Popeliukh đã tham gia và lọt đến trận chung kết của cuộc thi Holos Krainy. Cô đã kết hôn với Oleksandr Korsun, hai người gặp nhau khi còn học ở Viện bách khoa. Oleksandr là nhà quản lý bộ phận tiếp thị của The Pringlez. Đội hình của nhóm gồm một tay trống, các nghệ sĩ guitar, một nhạc sĩ sáng tác bài hát, một nhiếp ảnh gia và kỹ sư âm thanh.
Năm 2015, nhóm đại diện cho Ukraina tham dự cuộc thi New Wave. Ngoài ra một bài hát của họ là "Easy to Love" đã dự thi đại diện Ukraina để dự Eurovision 2016.

### 2017: Đổi tên thành Maruv và album đầu tiên
Năm 2017, ban nhạc đổi tên thành Maruv. Ngoài ra, các thành viên quyết định thay đổi chủ đề trong tác phẩm của họ. Tên nhóm cũ trong quá khứ bị giữ lại, cả phong cách biểu diễn pop-rock cũng vậy. Họ quyết định bỏ lại sức sáng tạo "tuổi thiếu niên" và chuyển sang phong cách hiện đại và phổ biến. Tháng 5 năm 2017, ban nhạc phát hành album đầu tay mang tên Stories. Tác phẩm gồm bảy bài được sáng tác bằng ba thứ tiếng – tiếng Anh, tiếng Nga và tiếng Ukraina. Ngày 23 tháng 9 năm 2017, ban nhạc trình bày album tại một buổi hòa nhạc ở quê nhà Kharkiv.

### 2017–2018: Maruv & Boosin vàBlack Water
Năm 2017, Korsun gặp nghệ sĩ guitar kiêm DJ và nghệ sĩ biểu diễn Mikhail Busin (hay còn có nghệ danh là BOOSIN). Sau đấy, Korsun và Busin đồng lập nên hãng thu âm có tên Zori Sound. Họ nhận ra giọng của họ rất hợp nhau và quyết định hợp tác tiếp với nghệ danh Maruv & Boosin. Ca khúc đầu tiên mà họ hợp tác thực hiện là "Spini". Sau đó họ cùng thu ca khúc hợp tác thứ hai mang tên "Drunk Groove" - bài hát trở nên nổi tiếng, thậm chí lọt vào các bảng xếp hạng ở nước ngoài. Tác phẩm được phát hành vào ngày 15 tháng 12 năm 2017. Korsun là tác giả phần lời, còn Busin phụ trách phần nhạc.
Maruv trình bày bài "Drunk Groove" tại buổi lễ khai mạc Muz-TV 2018. Ngày 10 tháng 6, họ tổ chức một buổi hòa nhạc ở Moskva để đánh dấu khai mạc giải vô địch bóng đá thế giới 2018. Tiết mục được tổ chức trên Sparrow Hills. Ngày 30 tháng 7 năm 2018, họ phát hành đĩa đơn tiếp nối đĩa đơn đầu tiên "Drunk Groove", lấy tựa là "Focus on Me". Đây là đĩa đơn thứ hai của nhóm trích từ album Black Water, còn album được phát hành dưới dạng visual album vào ngày 28 thán 9 năm 2018.

### 2019–nay: Eurovision Song Contest và rút lui

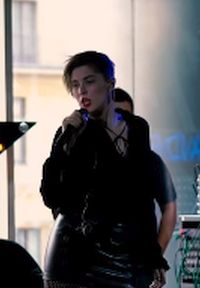
Maruv vào năm 2019

Ngày 23 tháng 2 năm 2019, Maruv đã giành chiến thắng trận chung kết Vidbir để dự Eurovision Song Contest 2019 . Chức vô địch của vô đã bị hủy hoại bởi tranh cãi về các buổi hòa nhạc ở Nga. Tác quyền của bài hát "Siren Song" mà cô trình bày ở Eurovision thuộc về hãng thu âm Warner Music của Nga, nên hãng đã tổ chức buổi hòa nhạc solo đầu tiên của cô tại Moskva ở Izvestia Hall vào ngày 6 tháng 4 năm 2019. Sau khi nguồn tin làm rõ cô sẽ trình diễn ở hai buổi hòa nhạc tại Nga ở những tháng tiếp theo, Phó Thủ tướng kiêm Bộ trưởng Bộ văn hóa Vyacheslav Kyrylenko phát biểu rằng các nghệ sĩ đi tour ở Nga hoặc "không công nhận chủ quyền toàn vẹn lãnh thổ của Ukraina" thì không nên tham dự Eurovision.
Trong trận chung kết, trên sân khấu khi được hỏi rằng Krym có thuộc địa phận của Ukraina, cô đáp là có. Và khi được hỏi liệu Nga có phải kẻ xâm lược không, cô đáp: "Nếu đất nước có một vị tổng thống tệ hại, thì không có nghĩa là mọi người dân sống ở đó là ác quỷ". Sau show ấy, khi kênh Channel 24 của Ukraina mời cô miêu tả sự việc xảy ra ở Donbass và lập trường của cô về sự việc, cô đáp:
Ngày 24 tháng 2 năm 2019, Công ty phát sóng nhà nước quốc gia Ukraina (UA:PBC) đã đề nghị Maruv một bản hợp đồng, kèm một điều khoản cấm cô tổ chức hòa nhạc ở Nga. Maruv thấy biểu diễn ở Nga chẳng gây hại gì: "biểu diễn hòa nhạc là cách tôi đem lại hòa bình," sau đấy cô xác nhận mình sẵn sàng hoãn tổ chức hòa nhạc. Maruv cho biết vấn đề đi tour ở Nga không quan trọng với cô, bất đồng lớn về những điều khoản khác trong hợp đồng mới khiến cô miêu tả đó là một âm mưu. Cô chia sẻ rằng cô là công dân Ukraina có trả thuế và thực sự yêu nước, song cô không sẵn sàng biến việc tham dự cuộc thi thành "hành động tuyên truyền của các chính trị gia Ukraina". Cô phát biểu: "Tôi là một nhạc sĩ, chứ không phải cây gậy bóng chày trong giới chính trị".
Ngày hôm sau, một nguồn tin tiết lộ rằng UA:PBC và Maruv không đạt được thỏa thuận để tham dự cuộc thi. Do tranh cãi ấy mà Ukraine rút lui quyền tham gia Eurovision 2019. "Siren Song" trở thành bài hit lớn ở các quốc gia khối CIS, và sở hữu ba lần giành đĩa bạch kim ở Nga. Ngày 29 tháng 11 năm 2019, cô phát hành đĩa EP mang tên Hellcat Story.
Năm 2020, Maruv giới thiệu bản thể khác là Shlakoblochina và phát hành đĩa EP Fatality dưới cái tên này. Cô còn thu thanh ca khúc "More" bằng tiếng Nga cho trò chơi video Liên Minh Huyền Thoại.

## Đời tư
Anna Korsun đã kết hôn. Ngày 15 tháng 2 năm 2022, Korsun thông báo qua mạng xã hội rằng cô đang mang bầu đứa con đầu lòng.

## Danh sách đĩa nhạc

### Album phòng thu
- Stories (2017)
- Black Water (2018)
- No Name (2021)
- Killing Me Softly (2023)

### EP
- Hellcat Story (2019)
- Fatality (2020) (đề tên Shlakoblochina)

### Đĩa đơn
| "Сонце"                                                                | 2017 | —  | — | —   | —  | — | —  |                     | Stories                       |
| "Let Me Love You"                                                      | 2017 | —  | — | —   | —  | — | —  |                     | Stories                       |
| "Спини"                                                                | 2017 | —  | — | —   | —  | — | —  |                     | Đĩa đơn không nằm trong album |
| "Drunk Groove" với Boosin)                                             | 2017 | 1  | 8 | 1   | —  | 8 | 1  | - ZPAV: 2× Bạch kim | Black Water                   |
| "Focus on Me"                                                          | 2018 | 1  | — | 2   | —  | — | 1  |                     | Black Water                   |
| "Black Water"                                                          | 2018 | —  | — | 112 | —  | — | —  |                     | Black Water                   |
| "For You" với Faruk Sabanci)                                           | 2018 | 57 | — | 43  | —  | — | 44 |                     | Đĩa đơn không nằm trong album |
| "Siren Song"                                                           | 2019 | 2  | — | 1   | 70 | — | 2  | - NFPF: 3× Bạch kim | Đĩa đơn không nằm trong album |
| "Mon Amour" với Mosimann)                                              | 2019 | —  | — | 64  | —  | — | 56 |                     | Đĩa đơn không nằm trong album |
| "Mezhdu nami"                                                          | 2019 | —  | — | 225 | —  | — | —  |                     | Đĩa đơn không nằm trong album |
| "To Be Mine"                                                           | 2019 | —  | — | —   | —  | — | —  |                     | Hellcat Story                 |
| "Don't Stop"                                                           | 2019 | —  | — | —   | —  | — | —  |                     | Hellcat Story                 |
| "Don't U Waste My Time"                                                | 2019 | —  | — | —   | —  | — | —  |                     | Hellcat Story                 |
| "If You Want Her"                                                      | 2019 | —  | — | —   | —  | — | —  |                     | Hellcat Story                 |
| "Novaya sila kiski" (đề tên Shlakoblochina featuring Fearmuch)         | 2020 | —  | — | —   | —  | — | —  |                     | Fatality                      |
| "Samoletnaya" (đề tên Shlakoblochina)                                  | 2020 | —  | — | —   | —  | — | —  |                     | Fatality                      |
| "I Want You"                                                           | 2020 | —  | — | 4   | —  | — | 3  |                     | Đĩa đơn không nằm trong album |
| "Sad Song"                                                             | 2020 | —  | — | 10  | —  | — | 6  |                     | Đĩa đơn không nằm trong album |
| "More"                                                                 | 2020 | —  | — | —   | —  | — | —  |                     | Đĩa đơn không nằm trong album |
| "Est tolko mig" với Danya Milokhin)                                    | 2020 | —  | — | —   | —  | — | —  |                     | Đĩa đơn không nằm trong album |
| "Maria"                                                                | 2020 | —  | — | —   | —  | — | —  |                     | Đĩa đơn không nằm trong album |
| "VIP" (đề tên Shlakoblochina)                                          | 2021 | —  | — | —   | —  | — | —  |                     | Đĩa đơn không nằm trong album |
| "Crush"                                                                | 2021 | —  | — | —   | —  | — | —  |                     | Đĩa đơn không nằm trong album |
| "Call 911" với Sickotoy)                                               | 2021 | —  | — | 91  | —  | — | 81 |                     | Đĩa đơn không nằm trong album |
| "Komilfo" với Filipp Kirkorov)                                         | 2021 | —  | — | 632 | —  | — | —  |                     | Đĩa đơn không nằm trong album |
| "Candy Shop"                                                           | 2021 | —  | — | 248 | —  | — | —  |                     | Đĩa đơn không nằm trong album |
| "No More" với Filipp Kirkorov)                                         | 2021 | —  | — | —   | —  | — | —  |                     | Đĩa đơn không nằm trong album |
| "Rich Bitch"                                                           | 2021 | —  | — | —   | —  | — | —  |                     | No Name                       |
| "Bullet" với The Hatters)                                              | 2021 | —  | — | 549 | —  | — | —  |                     | No Name                       |
| "Ne zabudu"                                                            | 2021 | —  | — | —   | —  | — | —  |                     | No Name                       |
| "Shpok Shpok" (đề tên Shlakoblochina)                                  | 2021 | —  | — | —   | —  | — | —  |                     | Đĩa đơn không nằm trong album |
| "Yolochka" (đề tên Shlakoblochina với Boosin)                          | 2021 | —  | — | —   | —  | — | —  |                     | Đĩa đơn không nằm trong album |
| "Proshchay"                                                            | 2021 | —  | — | —   | —  | — | 45 |                     | Đĩa đơn không nằm trong album |
| "—" chỉ đĩa đơn không lọt vào bảng xếp hạng hoặc không được phát hành. |      |    |   |     |    |   |    |                     |                               |

## Đề cử và giải thưởng
| Giải thưởng                     | Năm  | Người/tác phẩm đề cử | Hạng mục                           | Kết quả      | Tham khảo     |
| ------------------------------- | ---- | -------------------- | ---------------------------------- | ------------ | ------------- |
| Giải âm nhạc M1                 | 2018 | Chính cô             | Nghệ sĩ alternative xuất sắc nhất  | Đề cử        | [ 29 ]        |
| Giải âm nhạc M1                 | 2018 | Chính cô             | Nghệ sĩ đột phá của năm            | Đề cử        | [ 29 ]        |
| Giải âm nhạc M1                 | 2018 | "Drunk Groove"       | Diễu hành vũ đạo                   | Đoạt giải    | [ 29 ]        |
| Giải âm nhạc M1                 | 2019 | "Siren Song"         | Diễu hành vũ đạo                   | Đề cử        | [ 30 ]        |
| Giải thưởng Âm nhạc MTV Châu Âu | 2019 | Chính cô             | Nghệ sĩ Nga trên MTV xuất sắc nhất | Đoạt giải    | [ 31 ]        |
| Giải âm nhạc Yuna               | 2019 | Chính cô             | Nghệ sĩ đột phá của năm            | Đoạt giải    | [ 32 ]        |
| Giải âm nhạc Yuna               | 2019 | Black Water          | Album xuất sắc nhất                | Đề cử        | [ 32 ]        |
| Giải âm nhạc Yuna               | 2019 | Maruv & Boosin       | Song ca xuất sắc nhất              | Đoạt giải    | [ 32 ]        |
| Giải âm nhạc Yuna               | 2019 | "Drunk Groove"       | Video xuất sắc nhất                | Đề cử        | [ 32 ]        |
| Giải âm nhạc Yuna               | 2019 | "Drunk Groove"       | Bài hát ngoại ngữ xuất sắc nhất    | Đoạt giải    | [ 32 ]        |
| Giải âm nhạc Yuna               | 2019 | "Drunk Groove"       | Bài hát nhạc điện tử xuất sắc nhất | Đoạt giải    | [ 32 ]        |
| Giải âm nhạc Yuna               | 2020 | Chính cô             | Nghệ sĩ trình diễn xuất sắc nhất   | Đề cử        | [ 33 ] [ 34 ] |
| Giải âm nhạc Yuna               | 2020 | "Siren Song"         | Bài hát ngoại ngữ xuất sắc nhất    | Đề cử        | [ 33 ] [ 34 ] |
| Giải âm nhạc Yuna               | 2020 | "Siren Song"         | Bài hát nhạc điện tử xuất sắc nhất | Đoạt giải    | [ 33 ] [ 34 ] |
| Giải âm nhạc Yuna               | 2021 | "I Want You"         | Bài hát nhạc điện tử xuất sắc nhất | Chưa công bố | [ 35 ]        |
| Giải âm nhạc văn hóa            | 2020 | "Sad Song"           | Bài hát tiếng Anh xuất sắc nhất    | Chưa công bố | [ 36 ]        |
| Novoye Radio Awards             | 2021 | Chính cô             | Nghệ sĩ nữ xuất sắc nhất           | Chưa công bố | [ 37 ]        |
| Giải video âm nhạc Berlin       | 2022 | Candy Shop           | Tác phẩm dở nhất                   | Đoạt giải    | [ 38 ]        |

Ghi chú
1. ↑  Ghi năm trao giải. Từng năm được liên kết đến bài viết về lễ trao giải năm ấy.